# Núcleos de condensación

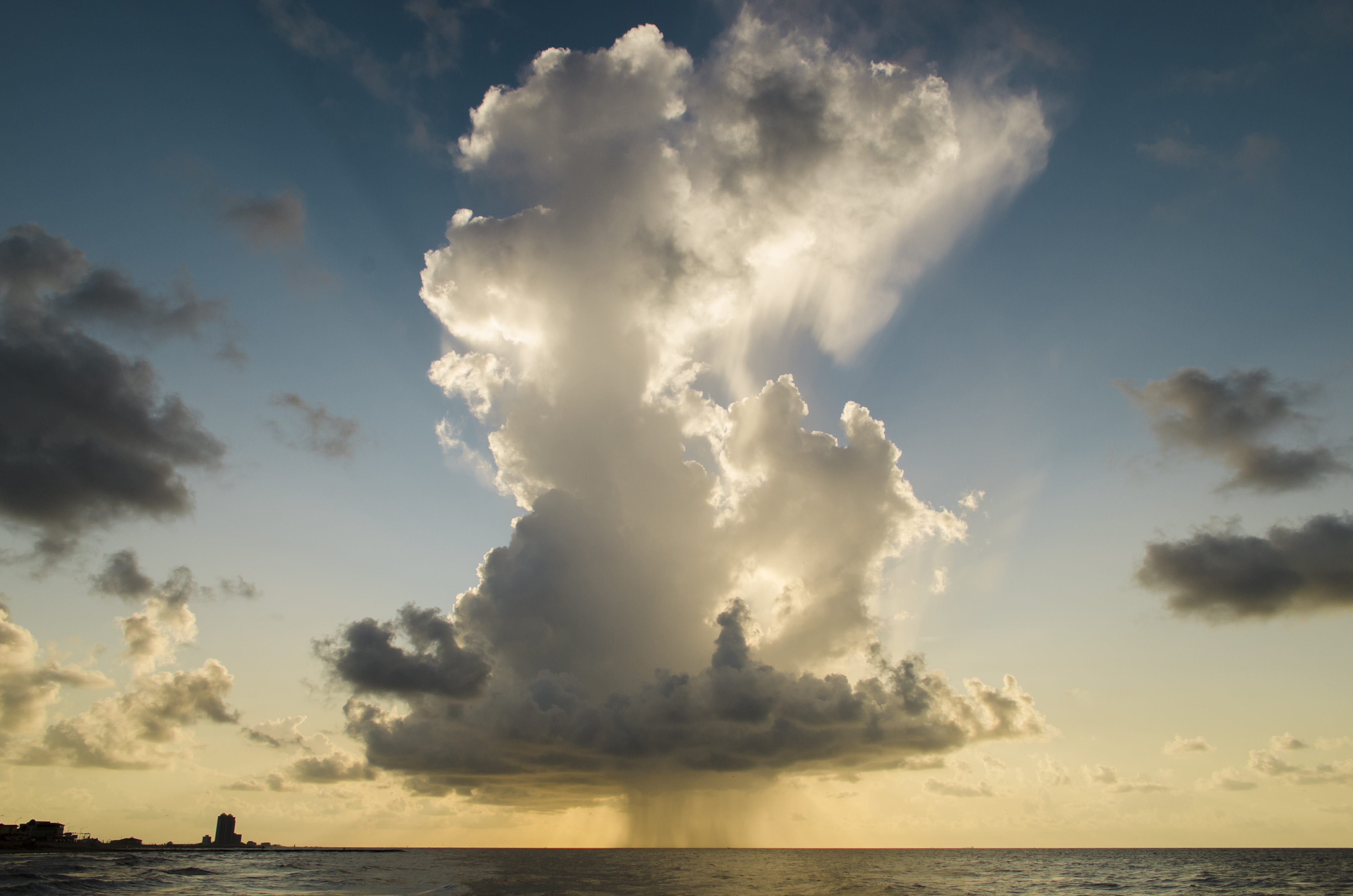
Tormenta con pocos núcleos de condensación cerca de un barrio en Galveston, Texas.

Se denominan núcleos de condensación de la lluvia a ciertas partículas higroscópicas, usualmente de tamaño inferior a 0,1 μm de diámetro, que se encuentran presentes en la atmósfera. Estas partículas absorben humedad del aire, favoreciendo la formación de pequeñas gotículas que, a medida que absorben más humedad, van aumentando de tamaño hasta hacerse visibles, formando las nieblas y nubes. 

## Condensación
El paso del agua atmosférica del estado de vapor a estado líquido se conoce como condensación, situación que se produce cuando la presión de vapor del agua es mayor que la presión de vapor de saturación: aumenta la humedad relativa del aire, bien porque se aporta más vapor de agua a la atmósfera o bien por un descenso de la temperatura. Esto ocurre cuando se mezclan masas de aire húmedo a diferentes temperaturas, cuando el aire entra en contacto con superficies frías o por enfriamiento adiabático, siendo este último el mecanismo más efectivo de formación de nubes.  
El proceso requiere la contribución de los núcleos de condensación, que son los que facilitan el proceso, pues en el caso de que no existan estas partículas higroscópicas, el agua puede permanecer en estado de vapor aún cuando la presión de vapor sea mayor que la presión de vapor de saturación (sobresaturación). Su importancia es tal que, cuando se encuentran presentes estos núcleos higroscópicos, la condensación puede iniciarse incluso antes de alcanzarse la saturación.
La composición de los núcleos de condensación puede variar de unas zonas a otras. En lugares próximos a zonas marinas, están formados principalmente por aerosol marino, pequeñísimas partículas de sal (NaCl), muy higroscópicas, procedentes de los océanos y arrastradas por el viento. También son importantes, en su acción como núcleos de condensación, las partículas provenientes de las emisiones volcánicas o de la combustión de biomasa o de otros combustibles de uso industrial. Entre los aerosoles, los menos eficientes como núcleos de condensación, son las partículas crustales, es decir las procedentes de la erosión de la corteza terrestre. 

Pueden darse núcleos de condensación procedentes de la actividad vegetal. Actualmente, una de las áreas de estudio es el papel del fitoplancton en la producción de núcleos de condensación (CLAW hypothesis). El fitoplancton produce sulfuro de dimetilo (DMS), fuente de las partículas de sulfatos que actúan como núcleos de condensación (el DMS es el responsable del característico "olor a mar"). Extensas capas de algas en las aguas superficiales de los océanos aparecen en un amplio rango de latitudes y liberan gran cantidad de DMS. La idea de que el aumento de la temperatura global pueda incrementar la actividad del fitoplancton y por tanto la de los núcleos de condensación, ha sido vista como un fenómeno natural que podría ayudar a contrarrestar el cambio climático y está en proceso de estudio y debate científico.

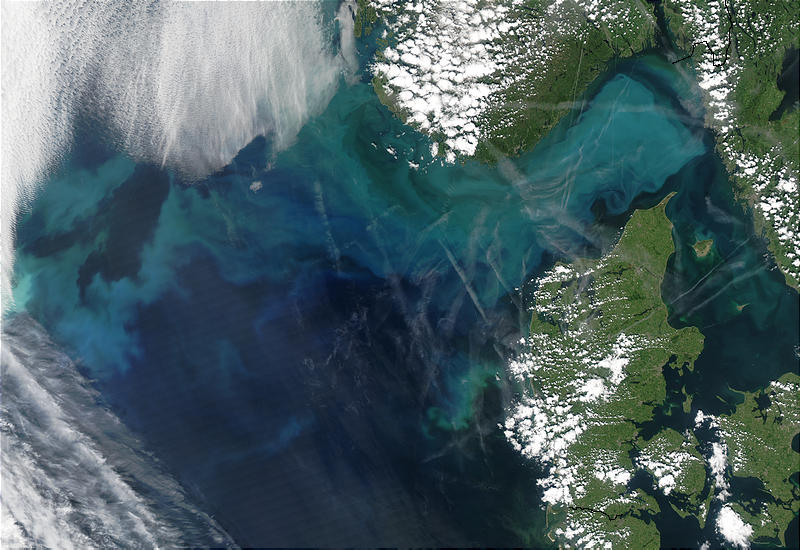
Floración de fitoplancton en el Mar del Norte y el Skagerrak - NASA

La siembra de nubes para la obtención de lluvia se basa en este proceso. Consiste en dispersar sobre nubes subenfriadas partículas muy higroscópicas como el yoduro de plata u otras sustancias similares, que actúan como núcleos de condensación. En consecuencia, la nube aumenta de tamaño, tanto en lo referente al espacio que ocupa, como al tamaño de las gotículas o los cristales de hielo que contiene, pudiendo llegar a provocar la precipitación.

## Precipitación
Una vez formadas las gotículas a partir de los núcleos de condensación, estas permanecen en suspensión aerodinámica sostenidas por las corrientes ascendentes de aire. Dependiendo de la temperatura del aire, pueden estar formadas por agua líquida o por cristales de hielo. Las gotículas o los cristalitos de hielo pueden aumentar su tamaño a medida que reciben más humedad proveniente del vapor de agua atmosférico hasta alcanzar tamaños del orden de uno o dos milímetros de diámetro. 
En este momento, en circunstancias normales no pueden vencer las corrientes ascendentes del aire y comienzan a precipitar en forma de lluvia. Durante su caída pueden seguir aumentado de tamaño, alimentadas por el vapor presente en el aire o por colisión con otras gotas. Si la nube está formada por cristales de hielo, estos pueden aumentar de tamaño al unirse entre ellos, proceso que se ve facilitado debido a su forma dendrítica. Cuando, como en el caso de las nubes líquidas, alcanzan un tamaño y peso determinados comienzan a precipitar. Si en el trayecto de caída atraviesan una capa de aire con temperaturas superiores a los cero grados, se transforman en lluvia, y en caso contrario la precipitación se produce en forma de nieve.
En algunas ocasiones los núcleos de condensación viajan en línea recta, formando líneas de nubes temporales.